# Xavier Niel
Xavier Niel (ur. 25 sierpnia 1967 w Maisons-Alfort) – francuski przedsiębiorca, działający w branży telekomunikacyjnej i technologii przemysłowych, miliarder. Znany jest przede wszystkim jako założyciel i większościowy udziałowiec francuskiej firmy Iliad, której jest prezesem. Jest także współwłaścicielem gazety „Le Monde”. Zasiada również w zarządzie amerykańskiego funduszu inwestycyjnego KKR oraz w zarządzie Unibail Rodamco Westfield. Od 2020 roku Niel jest większościowym udziałowcem operatora Play w Polsce.
W kwietniu 2021 r. magazyn „Forbes” oszacował jego aktywa na 9,1 miliarda dolarów.
W lutym 2022 pałac kupił związany z polską Wielką Emigracją zabytkowy Hôtel Lambert na paryskiej Wyspie Świętego Ludwika za kwotę ponad 200 milionów euro. Była to jedna z największych transakcji dotyczących nieruchomości w historii Paryża.

## Odznaczenia
- Legia Honorowa V klasy (2021)[7]
- Order Świętego Karola V klasy (Monako, 2024)[8]
- Order „Za zasługi” II klasy (Ukraina, 2025)[9]